# 로도비코 디 캄포프레고소

로도비코 디 캄포프레고소(Lodovico di Campofregoso, 1415년–1489년)는 세 차례 제노바 공화국의 도제를 했었던 이탈리아의 귀족이다.

## 생애
바르톨로메오 디 캄포프레고소(Bartolomeo di Campofregoso)와 카테리나 오르델라피의 아들인 그는 잔노 1세 디 캄포프레고소의 형제다. 그는 인본주의자 바르톨로메오 이바니(Bartolomeo Ivani) 밑에서 교육 받았고 자신의 아들들도 교육시켰다. 그의 첫 군대 지휘는 그의 숙부 톰마소 디 캄포프레고소가 그를 1437년 이탈리아 리비에라와 피에몬테 저지대에서 델 카레토 후작들과의 전투로 파견 보냈을 때 벌어졌다. 이후 그는 제노바 공화국의 사령관으로 임명되어, 후스파와 발도파 진압에 동원되었다.
1447년에 잔노가 도제로 선출되자, 로도비코는 나폴리의 알폰소 5세 데 아라곤의 궁정과 로마에서 외교적 지위를 가지게 되었다. 로마에서 교황 니콜라오 5세(리구리아 출신이기도 했었던)는 그를 코르시카가 교황의 승인을 얻고 나서 제노바의 속주가 된 후에 코르시카의 영주로 임명하였다. 니콜라오 5세는 또한 로도비코가 체류했었던 키프로스의 영주권을 주기도 했다. 1448년에 그는 지병이 있던 형제를 돕기 위해 제노바로 돌아왔다. 같은 해 12월 6일에 결국 형제가 사망하자, 로도비코가 제노바의 도제로 선출되었다.
그의 첫 집권 시기에 그는 피날레 후국과의 분쟁을 종결시켜냈다. 1450년 9월에 그는 사촌인 피에트로 캄포프레고소를 위해 도제 자리에서 퇴임하였으며, 사르차나 인근 사르차넬로(Sarzanello) 요새로 이주했다. 1461년 7월에 그는 사촌 스피네타 디 캄포프레고소의 뒤를 이어 도제 자리에 선출되었고, 카스텔레토 요새를 받았다. 그러나 친척인 파올로(제노바 대주교 이기도 했던)와의 대립으로 1462년 5월 14일에 도제 자리에서 사임하였고 같은 날에 파올로가 도제 자리를 이어받았다. 같은 해 6월 8일에 로도비코가 다시 도제 자리에 올랐으나, 끝을 모르는 불화는 파올로가 그를 카스텔레토에서 체포하여 도제 자리를 포기하게끔 강요하며 그를 두 번째 사임으로 이끌었다.
1468년에 그는 사르차나를 피렌체 공화국에 주었고, 이는 다음 해에 이곳의 소유권을 두고 피렌체와 제노바 사이에 많은 분쟁이 발생을 일으켰다. 아라곤의 페르난도 2세의 해군 사령관이 되었던 그는 1478년에 잔 갈레아초 스포르차의 지배로부터 도시를 해방시키기는걸 돕기 위해 7척의 갤리선을 이끌고 돌아왔다. 그는 생애 마지막을 니스에서 망명자로 보내다 1489년에 사망하였다.